# Australie-Galles en rugby à XV
Cet article présente l'historique des confrontations entre l'équipe d'Australie et l'équipe du pays de Galles en rugby à XV.
Les deux équipes se sont affrontées à 48 reprises, dont huit fois en Coupe du monde. Les Australiens ont remporté 34 rencontres contre 14 pour les Gallois et un match nul.

## Historique
Les affrontements étaient très espacés jusqu'en 1966, puis sont devenus un peu moins rares jusqu'en 1987. L'avènement de la Coupe du monde a rendu fréquent les confrontations entre les deux nations hémisphère Nord et Sud, de même que les différentes tournées.
Depuis 2003, les Australiens et les Gallois s'affrontent ainsi très régulièrement, au moins quasi-annuellement.
- Après les huit premières rencontres (dont 7 à domicile), le pays de Galles compte 6 victoires contre 2 défaites.
- Coupe du monde de rugby 1987 : les deux équipes s'affrontent pour la première fois en Coupe du monde. Le contexte n'est pas le même : l'Australie voulait gagner sa Coupe du monde et sort fatiguée d'une demi-finale mémorable contre la France. Le pays de Galles n'a rien à perdre et l'emporte.
- Entre 1991 et 2003, l'Australie aligne 9 victoires consécutives. Le pays de Galles est en crise.
- En 2005 et 2006, le pays de Galles revit (une victoire, un nul), mais en 2007, à trois mois de la Coupe du monde, les Diables Rouges encaissent deux défaites, l'une honorable (23-29), l'autre très lourde (0-31) qui les voit quitter le terrain sans avoir marqué le moindre point pour la première fois de l'histoire de leurs confrontations avec les Wallabies.
- En 2007, à l'occasion du centième anniversaire de leurs confrontations, les deux adversaires ont créé le trophée James Bevan qui récompense désormais le vainqueur de leurs rencontres. James Bevan, né le 15 avril 1858 en Australie, a été le premier capitaine de l'équipe du pays de Galles le 19 février 1881 contre l'équipe d'Angleterre.
- Lors de la Coupe du monde 2007, disputée en France, l'Australie prend le dessus sur Galles en l'emportant au Millennium Stadium de Cardiff (32-20) en match de poule. À noter que ce match a été un des cinq qui ne se sont pas déroulés en France durant la compétition.
- Lors de la Coupe du monde 2011, qui a eu lieu en Nouvelle-Zélande, les Wallabies terminent troisième en disposant de l'équipe galloise lors de la petite finale (21-18).
- Lors de la Coupe du monde 2023, en France, le Pays de Galles humilie des Wallabies en crise, se dirigeant vers leur première élimination en phase de poules (40-6).

## Confrontations
| No | Date              | Lieu                                                      | Match              | Score   | Compétition                      |
| -- | ----------------- | --------------------------------------------------------- | ------------------ | ------- | -------------------------------- |
| 1  | 12 décembre 1908  | Arms Park, Cardiff — Pays de Galles                       | Galles – Australie | 9 – 6   | Test match                       |
| 2  | 26 novembre 1927  | Arms Park, Cardiff — Pays de Galles                       | Galles – Australie | 8 – 18  | Test match                       |
| 3  | 20 décembre 1947  | Arms Park, Cardiff — Pays de Galles                       | Galles – Australie | 6 – 0   | Test match                       |
| 4  | 4 janvier 1958    | Arms Park, Cardiff — Pays de Galles                       | Galles – Australie | 9 – 3   | Test match                       |
| 5  | 3 décembre 1966   | Arms Park, Cardiff — Pays de Galles                       | Galles – Australie | 11 – 14 | Test match                       |
| 6  | 21 juin 1969      | Sydney Cricket Ground, Sydney — Australie                 | Australie – Galles | 16 – 19 | Test match                       |
| 7  | 10 novembre 1973  | Arms Park, Cardiff — Pays de Galles                       | Galles – Australie | 24 – 0  | Test match                       |
| 8  | 20 décembre 1975  | Arms Park, Cardiff — Pays de Galles                       | Galles – Australie | 28 – 3  | Test match                       |
| 9  | 11 juin 1978      | Ballymore Stadium, Brisbane — Australie                   | Australie – Galles | 18 – 8  | Test match                       |
| 10 | 17 juin 1978      | Sydney Cricket Ground, Sydney — Australie                 | Australie – Galles | 19 – 17 | Test match                       |
| 11 | 5 décembre 1981   | Arms Park, Cardiff — Pays de Galles                       | Galles – Australie | 18 – 13 | Test match                       |
| 12 | 24 novembre 1984  | Arms Park, Cardiff — Pays de Galles                       | Galles – Australie | 9 – 28  | Test match                       |
| 13 | 18 juin 1987      | Rotorua International Stadium, Rotorua — Nouvelle-Zélande | Australie – Galles | 21 – 22 | Coupe du monde (petite finale)   |
| 14 | 22 juillet 1991   | Ballymore Stadium, Brisbane — Australie                   | Australie – Galles | 63 – 6  | Test match                       |
| 15 | 12 octobre 1991   | Arms Park, Cardiff — Pays de Galles                       | Galles – Australie | 3 – 38  | Coupe du monde (poule B)         |
| 16 | 21 novembre 1992  | Arms Park, Cardiff — Pays de Galles                       | Galles – Australie | 6 – 23  | Test match                       |
| 17 | 9 juin 1996       | Ballymore Stadium, Brisbane — Australie                   | Australie – Galles | 56 – 25 | Test match                       |
| 18 | 22 juin 1996      | Sydney Football Stadium, Sydney — Australie               | Australie – Galles | 42 – 3  | Test match                       |
| 19 | 1er décembre 1996 | Arms Park, Cardiff — Pays de Galles                       | Galles – Australie | 19 – 28 | Test match                       |
| 20 | 23 octobre 1999   | Millennium Stadium, Cardiff — Pays de Galles              | Galles – Australie | 9 – 24  | Coupe du monde (quart de finale) |
| 21 | 25 novembre 2001  | Millennium Stadium, Cardiff — Pays de Galles              | Galles – Australie | 13 – 21 | Test match                       |
| 22 | 14 juin 2003      | Telstra Stadium, Sydney — Australie                       | Australie – Galles | 30 – 10 | Test match                       |
| 23 | 26 novembre 2005  | Millennium Stadium, Cardiff — Pays de Galles              | Galles – Australie | 24 – 22 | Test match                       |
| 24 | 4 novembre 2006   | Millennium Stadium, Cardiff — Pays de Galles              | Galles – Australie | 29 – 29 | Test match                       |
| 25 | 26 mai 2007       | Telstra Stadium, Sydney — Australie                       | Australie – Galles | 29 – 23 | Test match                       |
| 26 | 2 juin 2007       | Lang Park, Brisbane — Australie                           | Australie – Galles | 31 – 0  | Test match                       |
| 27 | 15 septembre 2007 | Millennium Stadium, Cardiff — Pays de Galles              | Galles – Australie | 20 – 32 | Coupe du monde (poule B)         |
| 28 | 29 novembre 2008  | Millennium Stadium, Cardiff — Pays de Galles              | Galles – Australie | 21 – 18 | Test match                       |
| 29 | 28 novembre 2009  | Millennium Stadium, Cardiff — Pays de Galles              | Galles – Australie | 12 – 33 | Test match                       |
| 30 | 6 novembre 2010   | Millennium Stadium, Cardiff — Pays de Galles              | Galles – Australie | 16 – 25 | Test match                       |
| 31 | 21 octobre 2011   | Eden Park, Auckland — Nouvelle-Zélande                    | Galles – Australie | 18 – 21 | Coupe du monde (petite finale)   |
| 32 | 3 décembre 2011   | Millennium Stadium, Cardiff — Pays de Galles              | Galles – Australie | 18 – 24 | Test match                       |
| 33 | 9 juin 2012       | Suncorp Stadium, Brisbane — Australie                     | Australie – Galles | 27 – 19 | Test match                       |
| 34 | 16 juin 2012      | Etihad Stadium, Melbourne — Australie                     | Australie – Galles | 25 – 23 | Test match                       |
| 35 | 23 juin 2012      | Allianz Stadium, Sydney — Australie                       | Australie – Galles | 20 – 19 | Test match                       |
| 36 | 1er décembre 2012 | Millennium Stadium, Cardiff — Pays de Galles              | Galles – Australie | 12 – 14 | Test match                       |
| 37 | 30 novembre 2013  | Millennium Stadium, Cardiff — Pays de Galles              | Galles – Australie | 26 – 30 | Test match                       |
| 38 | 8 novembre 2014   | Millennium Stadium, Cardiff — Pays de Galles              | Galles – Australie | 28 – 33 | Test match                       |
| 39 | 10 octobre 2015   | Stade de Twickenham, Londres — Angleterre                 | Australie – Galles | 15 – 6  | Coupe du monde (poule A)         |
| 40 | 5 novembre 2016   | Millennium Stadium, Cardiff — Pays de Galles              | Galles – Australie | 8 – 32  | Test match                       |
| 41 | 11 novembre 2017  | Millennium Stadium, Cardiff — Pays de Galles              | Galles – Australie | 21 – 29 | Test match                       |
| 42 | 10 novembre 2018  | Millennium Stadium, Cardiff — Pays de Galles              | Galles – Australie | 9 – 6   | Test match                       |
| 43 | 29 septembre 2019 | Stade de Tokyo, Chōfu — Japon                             | Australie – Galles | 25 – 29 | Coupe du monde (poule D)         |
| 44 | 20 novembre 2021  | Millennium Stadium, Cardiff — Pays de Galles              | Galles – Australie | 29 – 28 | Test match                       |
| 45 | 26 novembre 2022  | Millennium Stadium, Cardiff — Pays de Galles              | Galles – Australie | 34 – 39 | Test match                       |
| 46 | 25 septembre 2023 | Parc OL, Lyon — France                                    | Australie – Galles | 6 – 40  | Coupe du monde (poule C)         |
| 47 | 6 juillet 2024    | Allianz Stadium, Sydney — Australie                       | Australie – Galles | 25 – 16 | Test match                       |
| 48 | 13 juillet 2024   | AAMI Park, Melbourne — Australie                          | Australie – Galles | 36 – 28 | Test match                       |
| 49 | 17 novembre 2024  | Millennium Stadium, Cardiff — Pays de Galles              | Galles – Australie | 20 – 52 | Test match                       |